# Edmond Haraucourt
Edmond Haraucourt  (Bourmont, 18 de outubro de 1856 — Paris, 17 de novembro de 1941) foi um romancista e poeta francês.

## Biografia
Haraucourt começou sua carreira de escritor com a publicação de uma coletânea vanguardista para a época, La Légende des sexes, poèmes hystériques et profanes ( "A lenda dos sexos, poemas histéricos e profanos" )  sob o pseudônimo de "Sire de Chambley". Foi curador do Museu dos Monumentos Franceses de 1894 a 1903, do Museu de Etnografia do Trocadéro e também do Museu de Cluny de 1903 a 1925. Fez parte do grupo literário Hidropatas, e contribuiu para a revista literária A Jovem França.
Foi presidente da Sociedade de Letras de 1920 à 1922 .
Seus restos mortais foram enterrados no Cemitério do Père-Lachaise, 4 na própria capital francesa.
Deixou sua propriedade, localizada na ilha de Bréhat (Côtes-d'Armor), para a Cité internationale universitaire de Paris, para reunir professores e alunos de diferentes nacionalidades, apostando no melhor entendimento entre pessoas de diferentes culturas e diferentes línguas, com o objetivo final de apoiar a paz e combater as injustiças e as guerras.

## Rondel do Adeus
Um de seus poemas mais conhecidos, o “Rondel de l'adieu”. Foi musicado por Francesco Paolo Tosti em 1902. “Rondel de l'adieu” traduzido :
Partir é morrer um pouco,
É morrer para o que se ama:
Você deixa um pouco de si mesmo
A qualquer momento e em qualquer lugar.

É sempre o luto de um juramento,
A última linha de um poema;
Partir é morrer um pouco,
É morrer para o que se ama.

E se sai, e é um jogo,
E até o último adeus
É a alma de alguém que se semeia,
Que você semeia com cada despedida:

Partir é morrer um pouco...

(Edmond Haraucourt - Coleção: Seul, romance em verso (1890)

## Obras
- A Lenda dos Sexos, poemas histéricos e profanos , 1882
- The Bare Soul , 1885
- Amigos , romance, 1887
- Sozinho , romance em verso, 1890
- O Anticristo , 1893
- O esforço. Nossa Senhora. O Anticristo. Imortalidade. O Fim do Mundo , 1894
- Don Juan de Mañara , 1898
- Jean Bart , 1900
- The Castaways , 1902
- O Benoît , 1904
- The Fear , 1907
- Trumaille e Pélisso n, 1908.
- Dieudonat , romance, 1912
- Daâh, o primeiro homem , romance, 1914
- Desmoralização por meio de livros e imagens , 1917
- Escolha de poemas , 1922
- Tio Milho , 1922
- Vertigo d'Afrique , romance, 1922
- A História da França explicada no Musée de Cluny , 1922
- Amor e do Espírito ao longo da história gaulês XV ª a XX th século , 4 vols., 1927-1929
- Outras vezes , litografias e desenhos de Charles Léandre , 1930
- O Livro do Meu Cachorro , 1939
- Memórias de dias e pessoas , 1946

### Letras musicais
- Abridor , canção (letra e música), interpretada por Suzy Solidor , 1933
- Bleu des bleuets , cantada por Mathé Altéry
- Canção de despedida , cantada por Mathé Altéry